# Janq'u Uta
Janq'u Uta (Aymara janq'u weiß, uta Haus, "weißes Haus", auch Jankho Uta geschrieben) ist ein 4737 Meter hoher Berg in den bolivianischen Anden. Es befindet sich im Departamento La Paz, Provinz Aroma, Municipio Sica Sica. Janq'u Uta liegt südwestlich von Chuqi Sillani.